# Mapeamento de informações

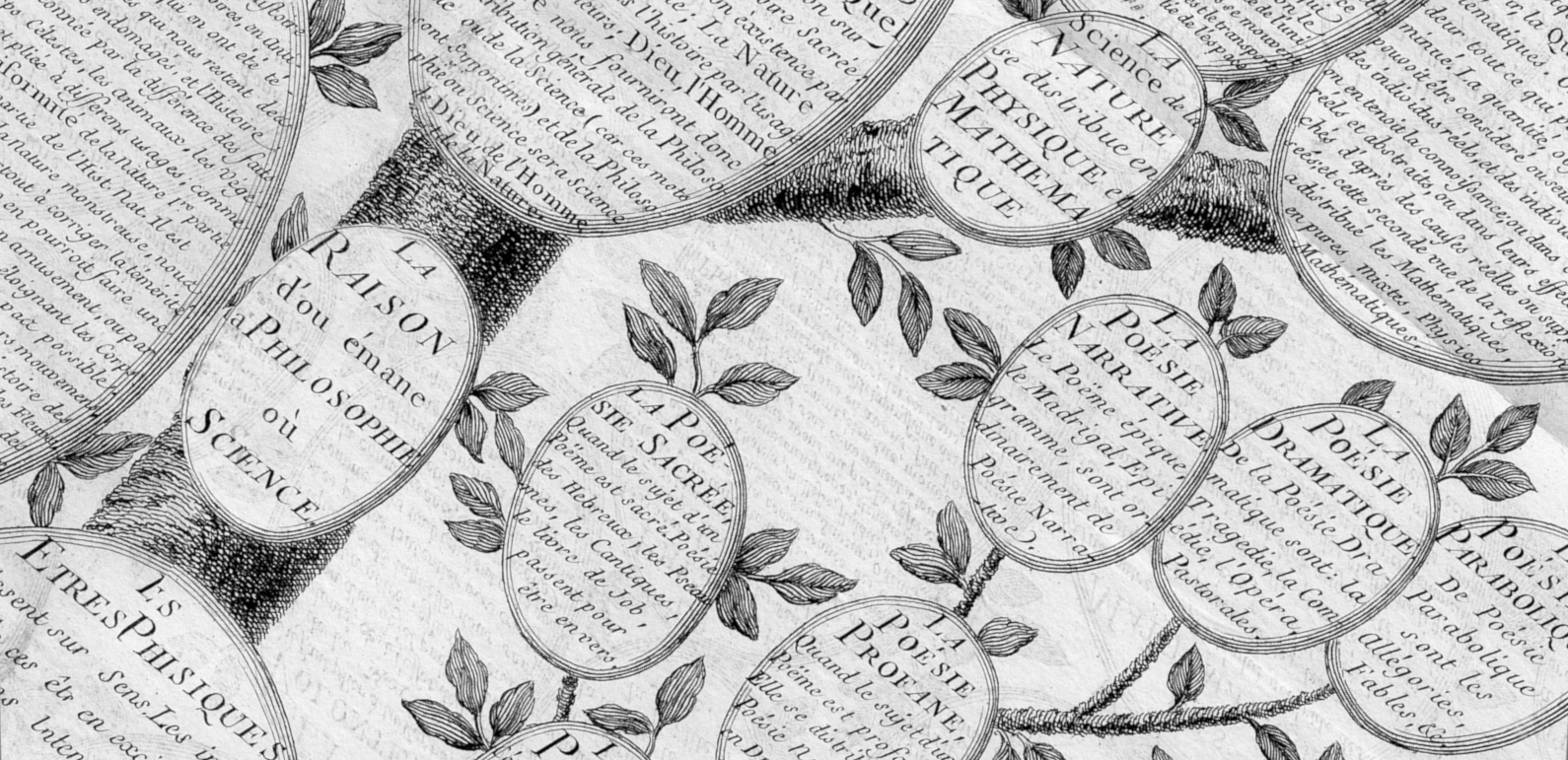
Detalhe de uma Árvore do Conhecimento inspirada na Encyclopédie de Diderot e d'Alembert, ilustrando visualmente o conceito de mapeamento de informações através de visualizações complexas e interconectadas.

Information mapping (ou mapeamento de informação) é uma técnica de tratamento, separação e marcação de informação como o objectivo de esta se tornar em conteúdo de rápida e fácil compreensão, utilização e recordação. Foi desenvolvida por Robert E. Horn.
Information mapping é uma abordagem estruturada para criar informação clara, concisa e focada no público-alvo. Fá-lo através da análise, organização e apresentação de informações baseada nas necessidades do público-alvo e do propósito ao qual a informação se destina.
Information Mapping existe independente do assunto ou dos mídias através dos quais a informação é transmitida.
Horn e seus colegas identificaram dezenas de tipos de documentação comum, nessa altura agruparam esses tipos de componentes estruturais da informação em blocos.
Foram identificados mais de 200 tipos de blocos mais comuns. Estes foram reunidos em tipos de informação usando mapas de informação.
Os sete tipos de informação mais comum são o conceito, o procedimento, o processo, o principio, o facto,  a estrutura e a classificação.
Estes tipos estão vagamente relacionados com os três tipos de informações básicos do Darwin Information Typing Architecture – conceito, tarefa, referência. Um procedimento de Information mapping é um conjunto de passos para uma pessoa. Um processo é um conjunto de passos para um sistema. Ambos remontam à tarefa do Darwin Information Typing Architecture (DITA).
Os três tipos de informações básicos do  DITA (conceito, tarefa e referência) são montados em documentos utilizando mapas DITA.